# Harvest Time Blues
Harvest Time Blues — ежегодный музыкальный фестиваль, проходящий в первые выходные сентября в городе Монахан, Ирландия. С момента его запуска в 1990 году в фестивале участвовали Ван Моррисон, Питер Грин из Fleetwood Mac и бывший гитарист The Rolling Stones Мик Тейлор.

## История
В 1990 году, по инициативе Сомхейрла Макконгейла, специалиста по искусству графства Монаган и Шеймуса Маккенны, местного владельца паба и поклонника блюза, был проведён первый фестиваль Harvest Time Blues. С тех пор фестиваль проводится каждый сентябрь, за исключением периода с 2001 по 2006 год.
Среди исполнителей, которые выступали на фестивале в течение многих лет, были Ван Моррисон в 1998 году, Питер Грин и Мик Тейлор.